# 早稲田大学ロバート・ケネディ対話妨害事件

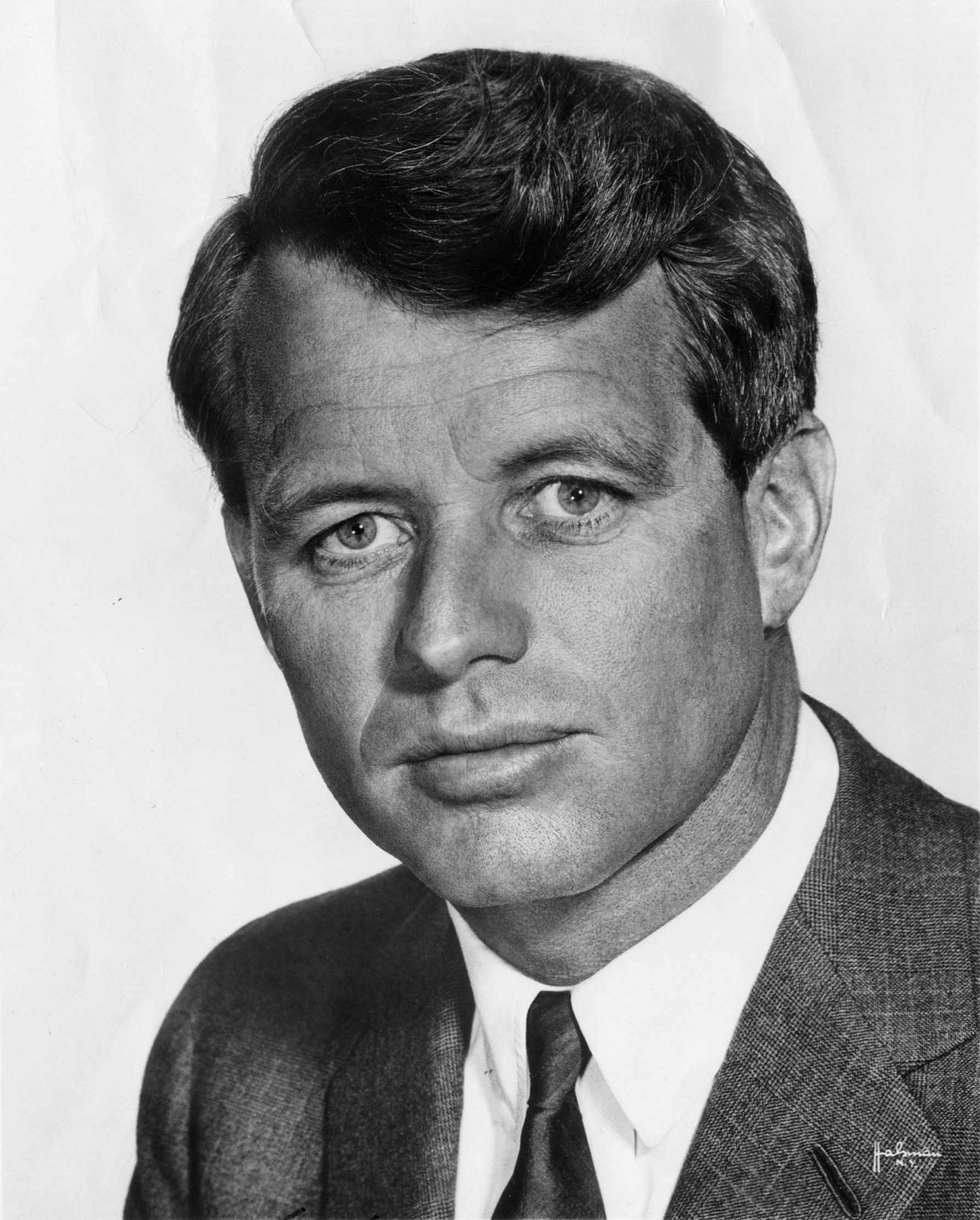
ロバート・ケネディ

早稲田大学ロバート・ケネディ対話妨害事件（わせだだいがくロバート・ケネディたいわぼうがいじけん）は、早稲田大学の歴史においての出来事。

## 概要

### 経緯
1962年2月6日に早稲田大学の大隈講堂で学生討論会が行われ、この討論会にロバート・ケネディも出席する。この討論会には、大隈講堂の定員は2000人ほどであるのに対して4000人以上が入り、講堂の前にも入れなかった3000人ほどがいた。ここでは過激派の学生に妨害されて、ロバート・ケネディに対しての割れるような拍手と、帰れと言う野次と、これらを制止しようとする声で溢れる。会場が静まるのを待たれていた時に壇上近くにいた学生がビラを振りかざして壇上に上り、ロバート・ケネディに対する公開質問状を読み上げる。これには通訳には質問だけにしてほしいと注意されたり、会場から早稲田大学の面汚しだ降りろとたしなめられる。この時にマイクの電源が切れてマイクが通じなくなった。演壇の一番前に出ても張り上げられる声と騒然とした空気に消されてしまっていた。それからしばらくしてようやく静かになった頃には1時間であった予定時間の半分以上が過ぎていた。それから野次と怒号が飛び交う中でロバート・ケネディは学生を壇上に上らせて真摯な姿勢で討論をしていたところ、応援部の学生が突然早稲田大学の校歌を歌いだした。そうすれば大隈講堂は早稲田大学の校歌の大合唱に包まれて混乱は収束していった。
それからこの討論会ではロバート・ケネディは、アメリカ合衆国は決して他の国を支配しようとか統制しようとかしておらず、個人の意見は発表する自由があり、とくに若い人には発言する権利があると述べる。スピーチは途中に野次で中断されたが、さらにロバート・ケネディは野党や反対勢力も必要だと思い、国家は個人のためにあると信じているとも述べた。この討論会は十分な対話をすることもできずに終了することとなった。応援団員には自身のネクタイピンをプレゼントして、右手を高くかざしながら去っていった。

### 討論会から
このことは1960年の日本国とアメリカ合衆国との間の安全保障条約後の冷え込んだ日米関係の変化の兆しを象徴するエピソードとして語り継がれている。反対派と賛成派が一体となった早稲田大学校歌の合唱にはロバート・ケネディも感動して、再び来日したときにはすっかり校歌を覚えていて学生と共に歌った。
2015年3月18日にはキャロライン・ケネディによる早稲田大学の大隈講堂での講演会が行われる。叔父が講演を行った場所で半世紀ぶりに講演をできることに感謝の言葉を述べる。ここでの鎌田薫早稲田大学総長の挨拶では、ロバート・ケネディの大隈講堂での講演がきっかけとなって同氏によって寄付が行われて早稲田大学に「ロバ－ト・ケネディ奨学金」が創設されたことや、ロバート・ケネディの自宅には早稲田大学校歌のオルゴールがあり口ずさんでいたこともあったことなどが紹介された。